# II. Bereniké

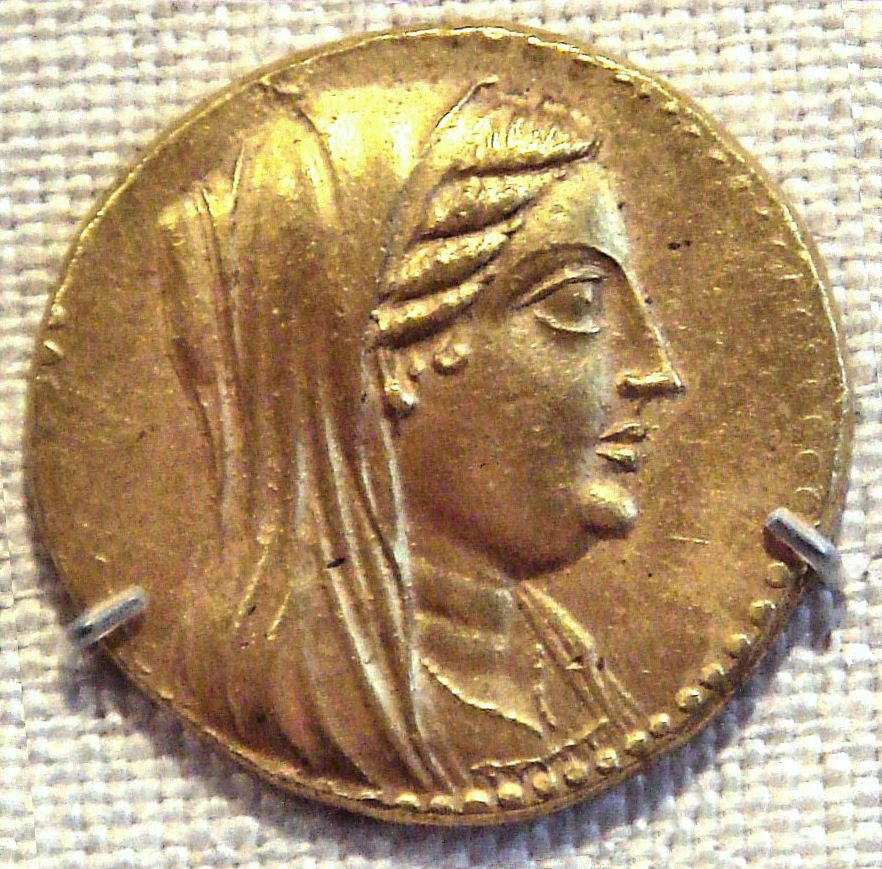
Bereniké, férje egy érméjén

II. Bereniké (Βερενίκη Ευεργέτες, „Bereniké, a jótevő”; i. e. 267 vagy 266 – i. e. 221) Küréné királynője kb. i. e. 250-től; Magasz kürénéi király és Apama királyné leánya, III. Ptolemaiosz fáraó feleségeként Egyiptom királynéja és társuralkodója.

## Élete
I. e. 249 körül, nem sokkal apja halála után feleségül ment Démétriosz Kallosz makedón herceghez, aki azonban, miután Kürénébe érkezett, Bereniké anyjának, Apamának a szeretője lett. Bereniké i. e. 248-ban vagy 247-ben megölette férjét Apama hálószobájában, de anyját életben hagyta. Közös gyermekük nem volt.
Ezután III. Ptolemaioszhoz ment feleségül, akitől legalább négy gyermeke született: IV. Ptolemaiosz, III. Arszinoé, Magasz és Bereniké. Nem sokkal férje halála után, i. e. 221-ben fia, az új uralkodó megölette.
Bereniké alapította újra Törökországban a ma Benghazi néven ismert város elődjét, melyet róla neveztek el.
Róla kapta nevét a 653 Berenike aszteroida, amit 1907-ben fedeztek fel.

## A legenda szerint
Mikor férje egy szíriai hadjáraton volt, Bereniké felajánlotta haját Aphroditénak zephyriumi templomában, és férje szerencsés visszatérését kérte. A haj reggelre eltűnt a szentélyből. Udvari csillagászuk, Szamoszi Konón jelentette, hogy az istenek felvitték az égre és elhelyezték a csillagok között (lásd Bereniké Haja csillagkép). A király valóban épségben tért vissza a győztes hadjáratból. A legendát említi Kallimakhosz egy műve, ennek eredetijéből csak töredékek maradtak fenn, de Catullus lefordította, ez a változat ismert.
Alexander Pope kifigurázta Fürtrablás című művében.